# Campionato Internazionale 1921-1922
La stagione 1921-1922 è stato il dodicesimo Campionato Internazionale, e ha visto campione l'Hockey-Club Château-d'Œx.

## Gruppi

### Serie Est

#### Semifinali
| Davos 21 gennaio 1922 | St. Moritz | 17 – 1 referto | FC/HC Zürich |  |

| Davos 21 gennaio 1922 | Davos | 3 – 0 referto | Akademischer EHC Zürich |  |

#### Finale
| Davos 22 gennaio 1922 | St. Moritz | 5 – 1 referto | Davos |  |

### Serie Ovest

#### Classifica
| Posizione | Squadra      | G | V | N | P | GF | GF | DR  | Punti | Osservazioni            |
| --------- | ------------ | - | - | - | - | -- | -- | --- | ----- | ----------------------- |
| 1.        | Château-d'Œx | 2 | 2 | 0 | 0 | 16 | 2  | 14  | 4     | Qualificato alla finale |
| 2.        | Rosey-Gstaad | 2 | 1 | 0 | 1 | 13 | 4  | 9   | 2     |                         |
| 3.        | Losanna      | 2 | 0 | 0 | 2 | 1  | 24 | -23 | 0     |                         |

#### Risultati
| Gstaad 29 gennaio 1922 | Château-d'Œx | 13 – 0 referto | Losanna |  |

| Gstaad 29 gennaio 1922 | Losanna | 1 – 11 referto | Rosey-Gstaad |  |

| Gstaad 29 gennaio 1922 | Château-d'Œx | 3 – 2 referto | Rosey-Gstaad |  |

## Finale
| Gstaad 12 febbraio 1922 | Château-d'Œx | 3 – 0 (Forfait) referto | St. Moritz |  |

EHC St. Moritz non ha fatto la trasferta.

## Verdetti
| Campionato Nazionale 1921-1922 | Campionato Nazionale 1921-1922 |
| ------------------------------ | ------------------------------ |
| Campionato Internazionale      | Château-d'Œx                   |